# Raves
Pour les articles homonymes, voir Rave.
Raves est une commune française située dans le massif des Vosges, dans le Pays de la Déodatie, à l'est du département des Vosges. Située dans la région historique et culturelle de Lorraine, la commune fait maintenant partie de la région administrative Grand Est. Ses habitants sont appelés les Ravinois.

## Géographie

### Localisation
Raves dépend du canton et de l'arrondissement de Saint-Dié-des-Vosges, situé dans le vallon de la Morthe avant sa jonction avec la vallée de la Fave, au centre d'une terre basse aux formes molles, caractérisée par ses alluvions.
Géographiquement, la commune appartient à la région des Hautes-Vosges, au contact de la ligne de crête séparant la Lorraine de l'Alsace, et fait partie des 188 communes du parc naturel régional des Ballons des Vosges.
Raves se situe à moins de 13 min en voiture de Saint-Dié-des-Vosges (14 km), à 1h de Nancy (85 km), et à 1h10 de Colmar (69 km) et Strasbourg (78 km).
La commune de Raves est limitrophe de six communes : 
| Pair-et-Grandrupt | Neuvillers-sur-Fave | Bertrimoutier |
| Remomeix          | Raves               |               |
| Coinches          | Ban-de-Laveline     |               |

### Climat
Pour des articles plus généraux, voir Climat du Grand Est et Climat des Vosges.
En 2010, le climat de la commune est de type climat de montagne, selon une étude du Centre national de la recherche scientifique s'appuyant sur une série de données couvrant la période 1971-2000. En 2020, Météo-France publie une typologie des climats de la France métropolitaine dans laquelle la commune est exposée à un climat semi-continental et est dans la région climatique  Vosges, caractérisée par une pluviométrie très élevée (1 500 à 2 000 mm/an) en toutes saisons et un hiver rude (moins de 1 °C). 
Pour la période 1971-2000, la température annuelle moyenne est de 9,4 °C, avec une amplitude thermique annuelle de 17 °C. Le cumul annuel moyen de précipitations est de 1 122 mm, avec 12,2 jours de précipitations en janvier et 10,6 jours en juillet. Pour la période 1991-2020, la température moyenne annuelle observée sur la station météorologique de Météo-France la plus proche, « Ban-de-Sapt », sur la commune de Ban-de-Sapt à 9 km à vol d'oiseau, est de 10,3 °C et le cumul annuel moyen de précipitations est de 1 027,3 mm. 
La température maximale relevée sur cette station est de 36,9 °C, atteinte le 7 août 2015 ; la température minimale est de −17 °C, atteinte le 19 décembre 2009,,. 
Les paramètres climatiques de la commune ont été estimés pour le milieu du siècle (2041-2070) selon différents scénarios d'émission de gaz à effet de serre à partir des nouvelles projections climatiques de référence DRIAS-2020. Ils sont consultables sur un site dédié publié par Météo-France en novembre 2022.

### Hydrographie et les eaux souterraines
Hydrogéologie et climatologie : Système d’information pour la gestion des eaux souterraines du bassin Rhin-Meuse :
Territoire communal : Occupation du sol (Corinne Land Cover); Cours d'eau (BD Carthage),
Géologie : Carte géologique; Coupes géologiques et techniques,
 Hydrogéologie : Masses d'eau souterraine; BD Lisa; Cartes piézométriques.
La commune est située dans le bassin versant du Rhin au sein du bassin Rhin-Meuse. Elle est drainée par la ruisseau la Morte et le ruisseau le Blanc,.
La Morte, d'une longueur totale de 14,3 km, prend sa source dans la commune de La Croix-aux-Mines et se jette dans la Fave à Neuvillers-sur-Fave, après avoir traversé six communes.

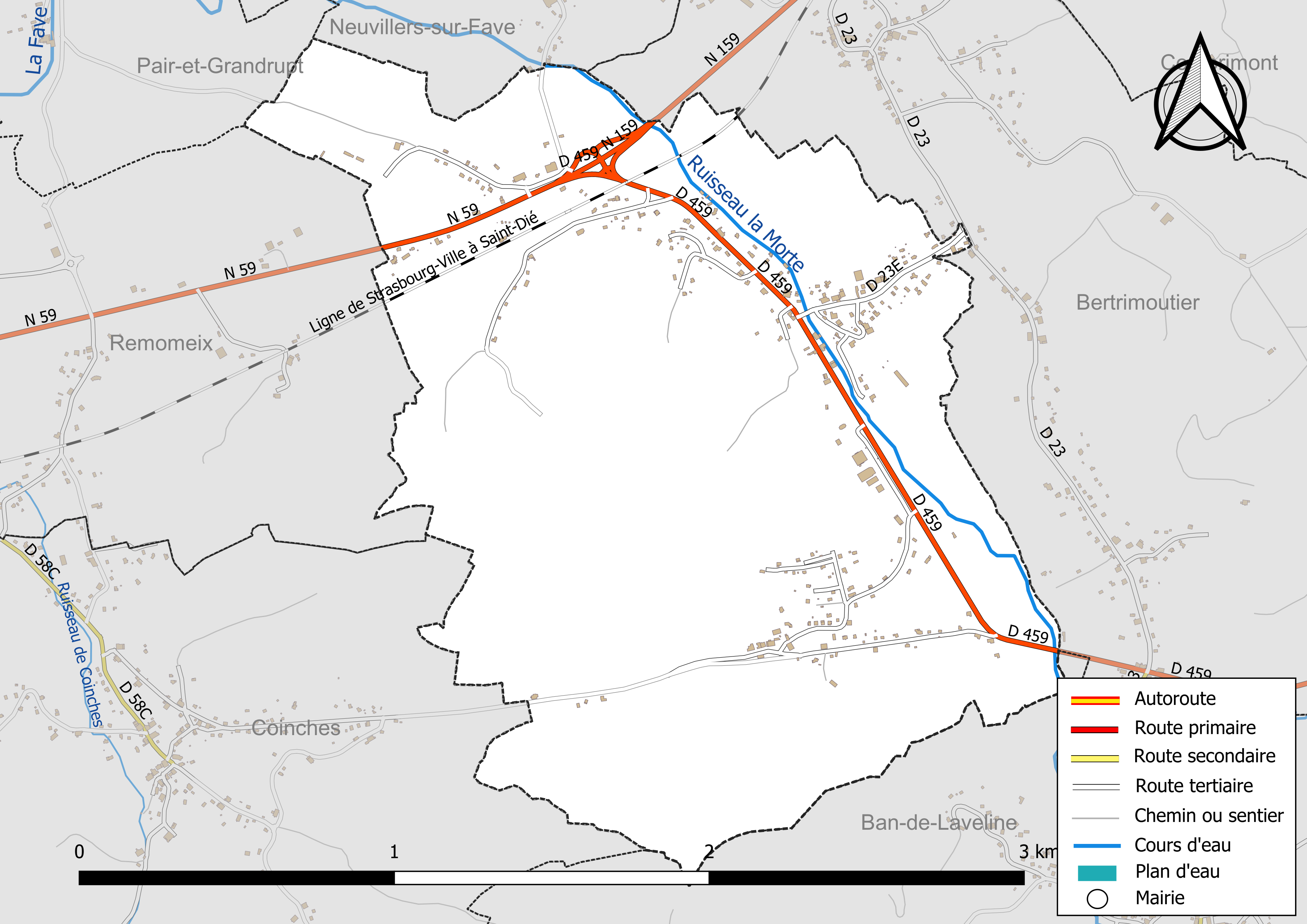
Réseaux hydrographique et routier de Raves.

La qualité des eaux de baignade et des cours d’eau peut être consultée sur un site dédié géré par les agences de l’eau et l’Agence française pour la biodiversité.

## Urbanisme

### Typologie
Au 1er janvier 2024, Raves est catégorisée commune rurale à habitat dispersé, selon la nouvelle grille communale de densité à sept niveaux définie par l'Insee en 2022.
Elle appartient à l'unité urbaine de Ban-de-Laveline, une agglomération intra-départementale regroupant six  communes, dont elle est une commune de la banlieue,,. Par ailleurs la commune fait partie de l'aire d'attraction de Saint-Dié-des-Vosges, dont elle est une commune de la couronne,. Cette aire, qui regroupe 47 communes, est catégorisée dans les aires de 50 000 à moins de 200 000 habitants,.

### Occupation des sols
L'occupation des sols de la commune, telle qu'elle ressort de la base de données européenne d’occupation biophysique des sols Corine Land Cover (CLC), est marquée par l'importance des forêts et milieux semi-naturels (41,2 % en 2018), une proportion identique à celle de 1990 (41,2 %).
La répartition détaillée en 2018 est la suivante :
- Forêts (41,2 %)
- Prairies (32,4 %)
- Zones urbanisées (23,7 %)
- Zones agricoles hétérogènes (2,7 %)[16] L'évolution de l’occupation des sols de la commune et de ses infrastructures peut être observée sur les différentes représentations cartographiques du territoire : la carte de Cassini (XVIIIe siècle), la carte d'état-major (1820-1866) et les cartes ou photos aériennes de l'IGN pour la période actuelle (1950 à aujourd'hui)[Carte 3].

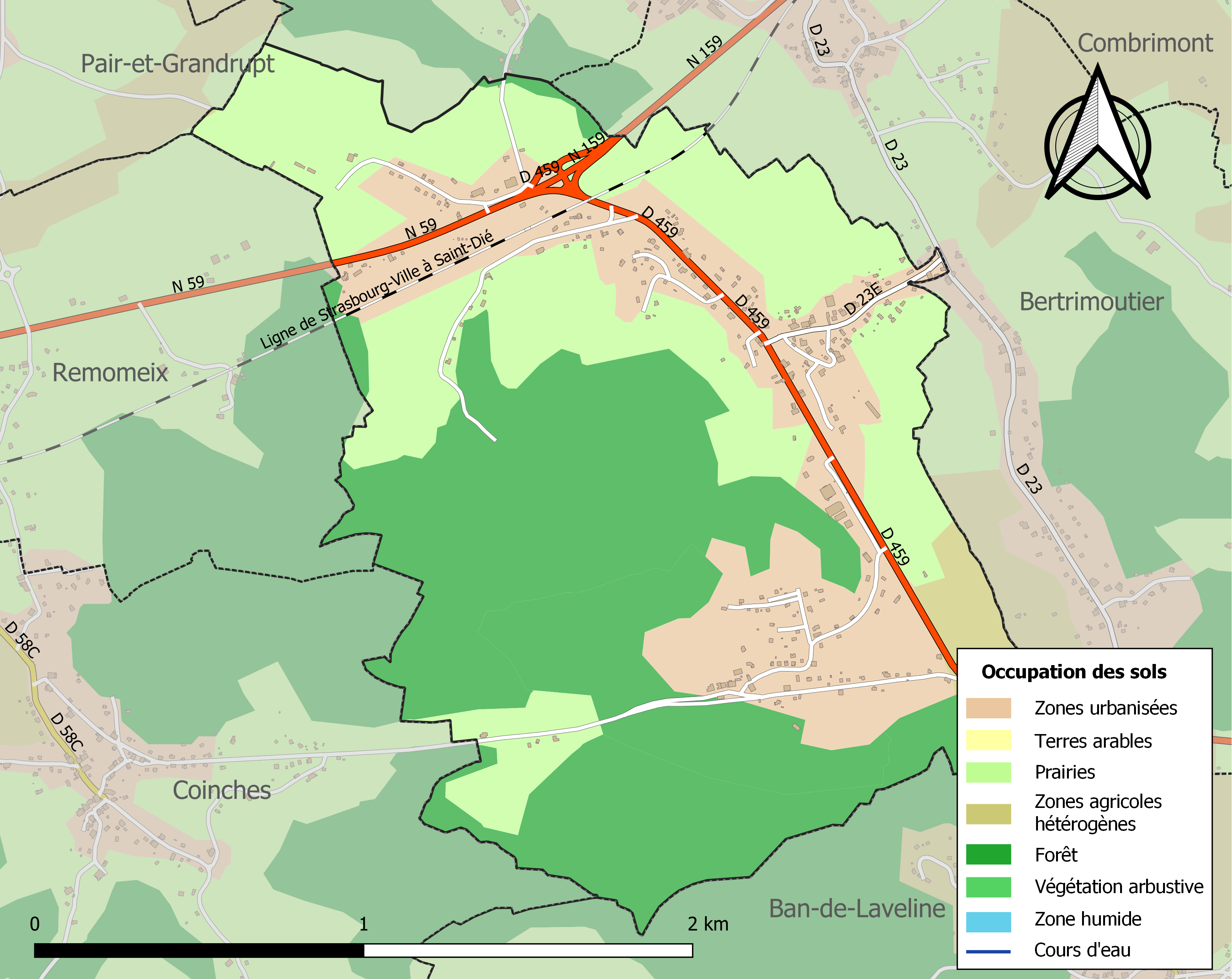
Carte des infrastructures et de l'occupation des sols de la commune en 2018 (CLC).

### Lieux-dits, hameaux et écarts
Raves compte un hameau majeur Ginfosse et un écart ou lieu-dit Bois-le-Roi.

### Voies de communication et transports
Raves est traversé par la route nationale 59 (France) RN59 au nord, traversant la commune d'est en ouest, et par la route départementale 459 (Vosges) D459, traversant la quasi-totalité de la commune sur l'axe nord-sud, à l'est.

## Toponymie
Raves a pour racine latine Rapina qui signifie une action violente, c'est-à-dire « creuser, rapiner, raviner, emporter ».
De l'adjectif féminin pluriel, du bas latin raverias, du latin riparias (terras) ; « terres se trouvant sur la rive », désignant d'abord la plaine alluviale.

Les anciens habitants de Raves dénommait d'ailleurs Rave, la rivière comme leur village.

## Histoire

### Origines
Le nom de Rayves apparaît dans un document de 1328. La seigneurie du village appartenait en partie au duc de Lorraine et à divers autres seigneurs. On trouve comme co-seigneurs de Raves Aubert de Faucompierre au commencement du XIVe siècle, les sieurs de Bilistein et de Barbas et au XVIe siècle Claude de Jussy en 1565.

### Évolutions administratives jusqu'au XIXesiècle
En 1611 eut lieu un compromis entre le duc de Lorraine et le chapitre de Saint-Dié au sujet de la délimitation des bans de Bertrimoutier, et de ceux de Raves, Combrimont, Frapelle, Neuviller et Bonipaire. Il y eut au XVIe siècle un chanoine de Saint-Dié, connu sous le nom de Didier de Raves, qui fit donation à son chapitre de plusieurs rentes assignés sur des biens à Raves. Sur le plan spirituel, Raves était rattaché à la paroisse de Bertrimoutier dont le patronage appartenait au chapitre de Saint-Dié ainsi que les dîmes ; la dimerie de Bonipaire (Ban de Bertrimoutier) dépendait de celles de Raves. De 1790 à l’an IX, la commune a fait partie du canton de Bertrimoutier. La mairie de Raves construite en 1860 appartenait au bailliage de Saint-Dié.

### Première Guerre mondiale
La commune a été décorée le 22 octobre 1921 de la croix de guerre 1914-1918.

## Politique et administration

### Découpage territorial

#### Commune et intercommunalités
La commune fait partie de la Communauté d'agglomération de Saint-Dié-des-Vosges depuis 2017, précédemment de la Communauté de communes Fave, Meurthe, Galilée (à partir de 2014), anciennement de la Communauté de communes du Val de Galilée (à partir de 1997).

### Budget et fiscalité 2022

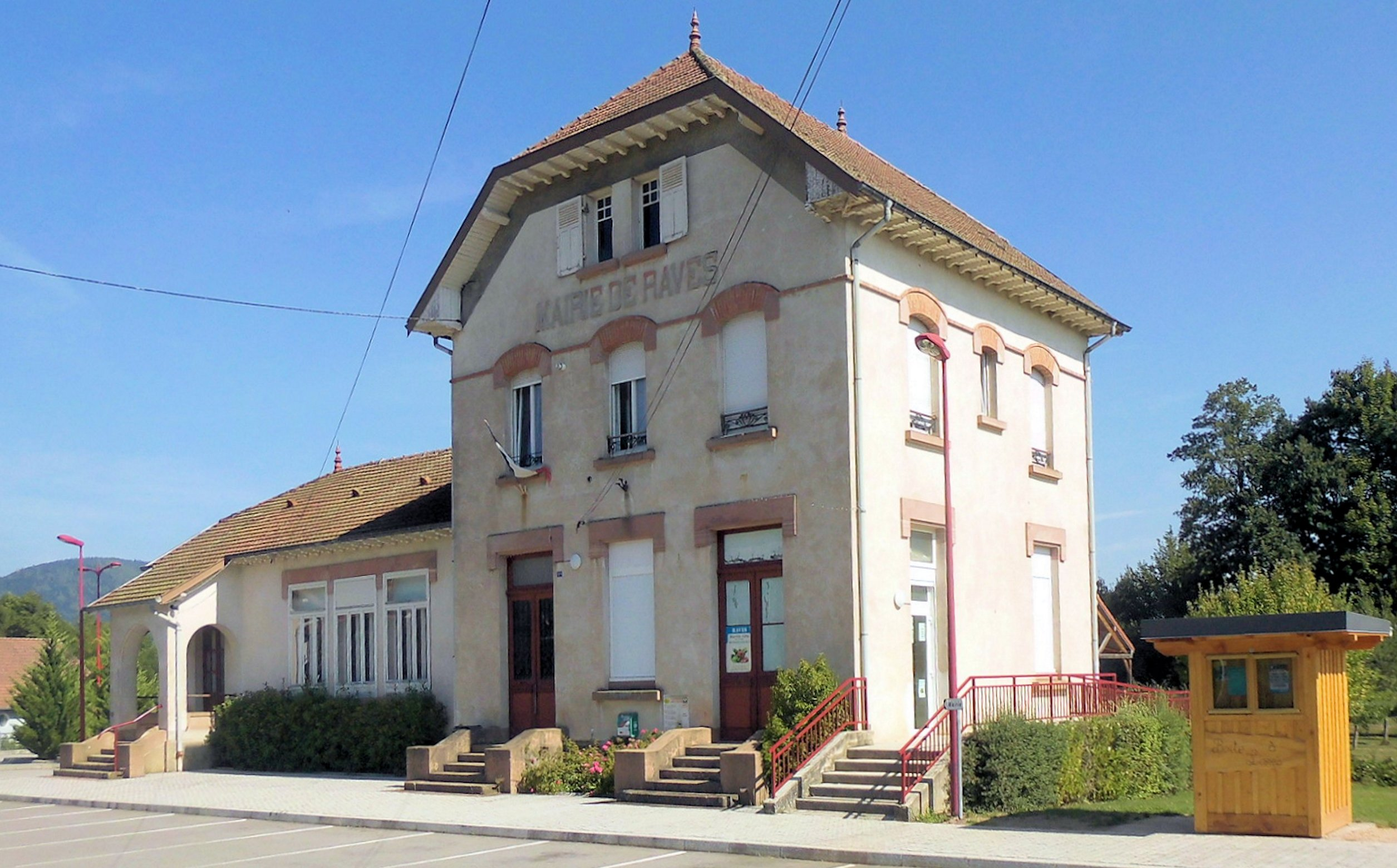
La mairie.

En 2022, le budget de la commune était constitué ainsi :
- total des produits de fonctionnement : 284 000 €, soit 594 € par habitant ;
- total des charges de fonctionnement : 228 000 €, soit 478 € par habitant ;
- total des ressources d'investissement : 9 000 €, soit 18 € par habitant ;
- total des emplois d'investissement : 41 000 €, soit 85 € par habitant ;
- endettement : 220 000 €, soit 461 € par habitant.

Avec les taux de fiscalité suivants :
- taxe d'habitation : 18,72 % ;
- taxe foncière sur les propriétés bâties : 37,08 % ;
- taxe foncière sur les propriétés non bâties : 16,92 % ;
- taxe additionnelle à la taxe foncière sur les propriétés non bâties : 0,00 % ;
- cotisation foncière des entreprises : 0,00 %.

Chiffres clés Revenus et pauvreté des ménages en 2021 : médiane en 2021 du revenu disponible, par unité de consommation : 22 290 €.

## Économie

### Entreprises et commerces

#### Agriculture
- Sylviculture et autres activités forestières.
- Élevage d'autres bovins et de buffles.
- Élevage de chevaux et d'autres équidés.

#### Tourisme
- Hébergements et restauration à La Croix-aux-Mines, Provenchères-sur-Fave, Denipaire, Anould, La Voivre.

#### Commerces
- Commerces et services de proximité.

### Liste des maires
| Période                                  | Période                        | Identité                     | Étiquette | Qualité             |
| ---------------------------------------- | ------------------------------ | ---------------------------- | --------- | ------------------- |
| Les données manquantes sont à compléter. |                                |                              |           |                     |
| mars 1977                                | mars 1989                      | Jackie Parisot (1941-2025)   |           | Gérant d'entreprise |
| mars 1989                                | mars 2001                      | Bernard Villemin (1934-2012) |           | Agent EDF-GDF       |
| mars 2001                                | En cours (au 16 Novembre 2022) | Éric Aubert (°1963)          |           |                     |

## Population et société

### Démographie

#### Évolution démographique
L'évolution du nombre d'habitants est connue à travers les recensements de la population effectués dans la commune depuis 1793. Pour les communes de moins de 10 000 habitants, une enquête de recensement portant sur toute la population est réalisée tous les cinq ans, les populations de référence des années intermédiaires étant quant à elles estimées par interpolation ou extrapolation. Pour la commune, le premier recensement exhaustif entrant dans le cadre du nouveau dispositif a été réalisé en 2006.

En 2022, la commune comptait 480 habitants, en évolution de +2,35 % par rapport à 2016 (Vosges : −2,96 %, France hors Mayotte : +2,11 %).
| 1793 | 1800 | 1806 | 1821 | 1831 | 1836 | 1841 | 1846 | 1856 |
| ---- | ---- | ---- | ---- | ---- | ---- | ---- | ---- | ---- |
| 171  | 183  | 160  | 185  | 202  | 220  | 223  | 246  | 221  |

| 1861 | 1866 | 1876 | 1881 | 1886 | 1891 | 1896 | 1901 | 1906 |
| ---- | ---- | ---- | ---- | ---- | ---- | ---- | ---- | ---- |
| 229  | 242  | 229  | 230  | 237  | 228  | 237  | 223  | 235  |

| 1911 | 1921 | 1926 | 1931 | 1936 | 1946 | 1954 | 1962 | 1968 |
| ---- | ---- | ---- | ---- | ---- | ---- | ---- | ---- | ---- |
| 229  | 211  | 217  | 225  | 201  | 208  | 217  | 227  | 261  |

| 1975 | 1982 | 1990 | 1999 | 2006 | 2011 | 2016 | 2021 | 2022 |
| ---- | ---- | ---- | ---- | ---- | ---- | ---- | ---- | ---- |
| 250  | 318  | 333  | 336  | 414  | 442  | 469  | 477  | 480  |

### Enseignement
Équipements et services publics : Raves est située dans l'académie de Nancy-Metz.
L’école de Raves n'existe pas jusqu’à la fin du XIXe siècle : l'école de Bertrimoutier était commune aux deux communes. 
Établissements d'enseignements : 
- Dès le XXe siècle, l'école de Raves se trouve dans les locaux de la mairie. Depuis 2017, un groupe scolaire baptisé Alexandre-Dumas regroupe les écoles de Bertrimoutier, Combrimont, Neuvillers-sur-Fave et Raves, sur la commune de Raves.
- Collèges à Provenchères-et-Colroy, Saint-Dié-des-Vosges.
- Lycées à Saint-Dié-des-Vosges.

### Santé
Professionnels et établissements de santé :
- Médecins à Ban-de-Laveline, Le Beulay, Provenchères-sur-Fave, Saulcy-sur-Meurthe, Fraize.
- Pharmacies à Provenchères-sur-Fave, Saulcy-sur-Meurthe, Fraize, Sainte-Marie-aux-Mines.
- Hôpitaux à Fraize, Sainte-Marie-aux-Mines, Le Bonhomme, Lapoutroie, Senones.

### Cultes
- Culte catholique, Paroisse La-Sainte-Trinité[27], Diocèse de Saint-Dié.

### Médias
La communication au sein de la commune de Raves se fait à travers deux média :
- La station Illiwap[28], gérée par la municipalité, pour les informations de la municipalité à destination des habitants.
- Le médium Le Lavelinois[29], présent sur les réseaux sociaux, pour les informations entre les Ravinois et les intéressés

## Culture locale et patrimoine

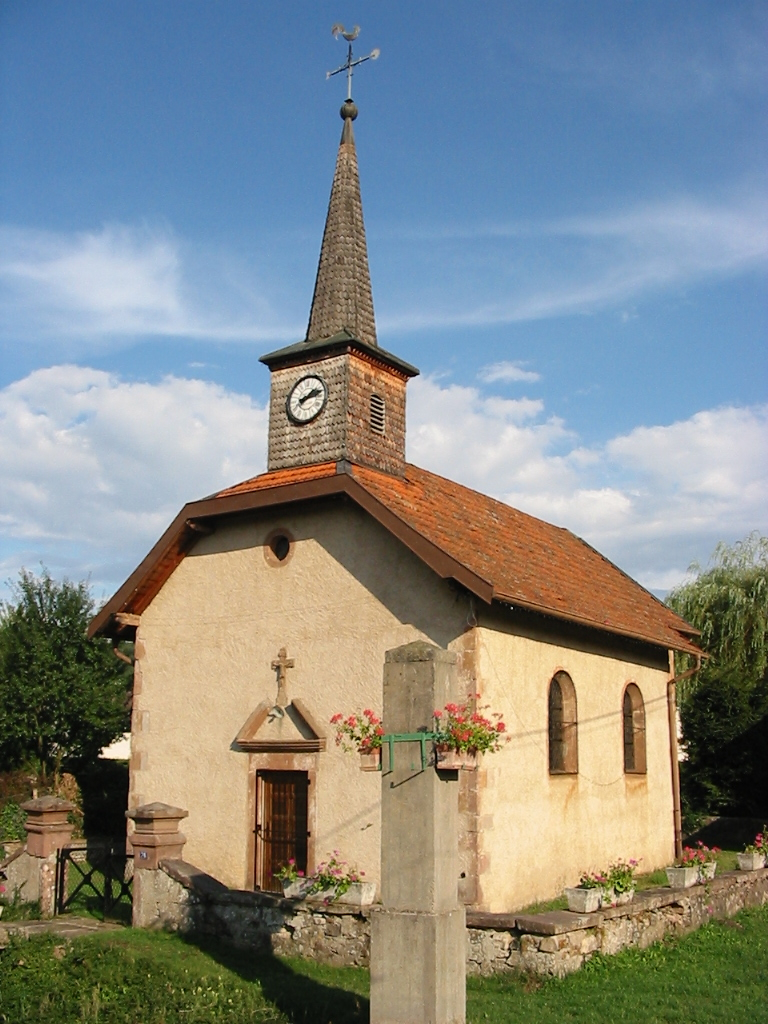
La chapelle Saint-Étienne.
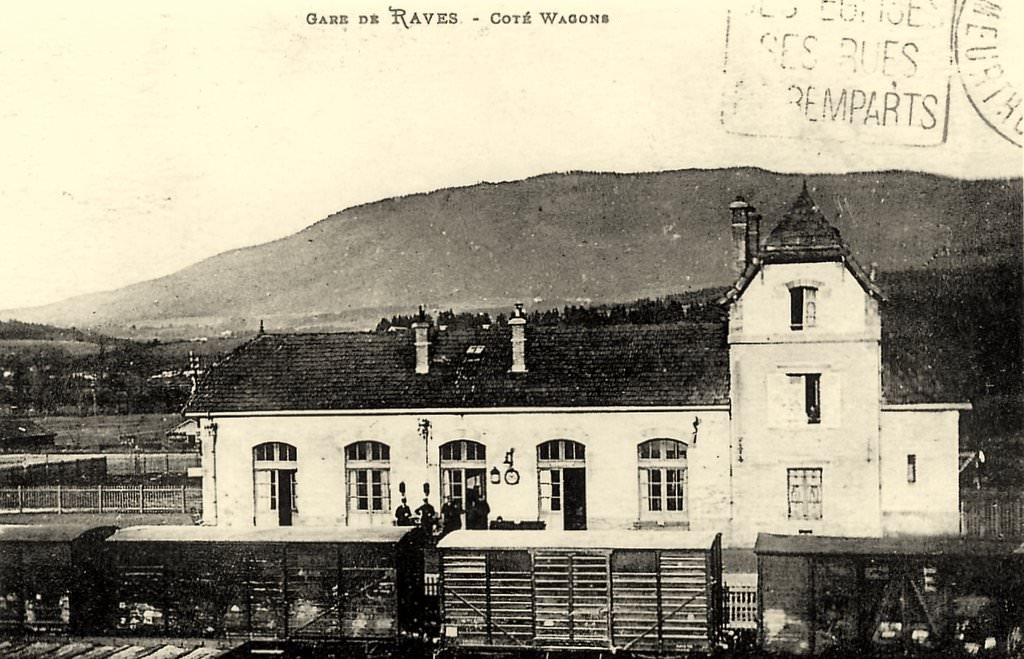
Carte postale de la gare vers 1910.

### Lieux et monuments

#### Chapelle Saint-Étienne
La chapelle dédiée à saint Étienne a été bâtie en 1739 : aucune église n'a été édifié sur la commune car elle est liée à Bertrimoutier pour le culte. Le presbytère et le cimetière sont également communs.
- Patrimoine mobilier[30].

Dans l'édifice se trouvent des panneaux de bois peint datant de 1552 et représentant la Passion,
reliquaire de bois XVIIIe siècle,
ainsi que des statues du XVIIIe siècle,,,,,,,
une croix et des chandeliers en cuivre du XIXe siècle.
Une cloche de bronze, fondue en 1749 par Nicolas Ferry, est également présente. Classée en 1921, elle porte l'inscription suivante : St Étienne priez pour nous. J'ai été bénite par Me Claude Ravelin chanoine et grand vicaire de St Diez.

#### Monuments aux morts
Il existe 2 monuments aux morts : 
un premier monument classique sur le territoire communal
et un monument, sur la commune de Bertrimoutier, dédié aux 7 communes de la Grande Paroisse Bertrimoutier, Combrimont, Frapelle, Lesseux, Neuvillers-sur-Fave, Pair-et-Grandrupt, Raves pour les morts 1914-1918 et de 1939-1945, .

## Pour approfondir